# Ptilodexia sororia
Ptilodexia sororia là một loài ruồi trong họ Tachinidae.